# Tomás Piñeiro
Tomás Piñeiro y Aguilar (Madrid, 23 de febrero de 1835 - ibídem, 4 de enero de 1916) fue un diplomático, político y aristócrata español, IX Marqués de Bendaña y grande de España.

## Biografía

### Vida familiar y nobiliaria
Hijo de Buenaventura Piñeiro y Manuel de Villena (1799-1876) y de su segunda esposa, María Antonia de Aguilar. Su padre fue senador vitalicio del reino, IX conde de Canillas, barón de Molinet, VIII Marqués de Bendaña y recibió de la reina Isabel II la Grandeza de España en 1843.
Heredó el título de Marqués de Bendaña, con Grandeza de España. Se casó con María Eulalia Fernández de Villavicencio y del Corral, VII marquesa de la Mesa de Asta, con quien tuvo cuatro hijos. Únicamente le sobrevivió uno, Lorenzo Piñeyro Fernández de Villavicencio, que heredó los marquesados de Bendaña y de la Mesa de Asta.
Fue Maestrante de Granada y en 1862 fue designado gentilhombre grande de España con ejercicio y servidumbre.

### Trayectoria política y diplomática
Tras cursar estudios de Derecho, ingresó en la diplomacia. Vinculado al Partido Fusionista, fue senador por la Provincia de Pontevedra durante tres legislaturas: 1881-1882, 1882-1883 y 1883-1884. En las elecciones generales del 4 de abril de 1886 fue elegido diputado por el distrito de Redondela, circunscripción de Pontevedra. Dejó el escaño el 7 de enero de 1889 al ser nombrado Enviado Extraordinario y Ministro Plenipotenciario en Constantinopla. Posteriormente lo fue en Lisboa y México.
Falleció a punto de cumplir los 82 años, víctima de una pulmonía.

## Distinciones honoríficas
- Caballero gran cruz de la Orden de Carlos III.[1]
- Caballero gran cruz de la Orden de Nuestra Señora de la Concepción de Villaviciosa (1898).